# Túneles de Tegucigalpa
Los Túneles de Tegucigalpa es una popular leyenda urbana que habla sobre la existencia de pasajes subterráneos en la capital hondureña que se conectaban con diferentes puntos de la ciudad construidos durante el periodo colonial.

## Orígenes
La primera mención de la supuesta existencia de los túneles data de finales del siglo XVIII donde un sacerdote de origen español que fue enviado a Honduras a ser el encargado de la Iglesia de Santa María de los Dolores. Este contrato tres hombres para hacer arreglos de albañilería. Al parecer la humedad de pasados inviernos caracterizados por fuertes lluvias había comenzado a deteriorar ciertas paredes de adobe del campanario y era necesario hacer reparaciones. Durante los trabajos de reparación se abrió un hueco en la estructura de la Iglesia que evidenció la entrada lo que aprecia un túnel, los trabajadores reportaron el hecho y uno de ellos decidió explorarlo. Al adentrarse a unos metros se decía que se podía sentir un ambiente frío lleno de humedad y aire poco respirable. Y que posiblemente estos túneles se conectaban con varios puntos importantes de la ciudad.
Sin embargo hay una segunda versión del mito más orientado a lo fantasioso el cual dice que a pocos metros se encontró un crucifijo hecho de oro de gran tamaño lo cual podría darles la idea que en dichos túneles podrían albergar tesoros y demás piezas de alto valor. Los trabajadores llevaron hasta la iglesia el crucifijo, sin embargo este al tiempo de ser sacado misteriosamente regreso a su lugar donde había estado, al ver esto los albañiles escucharon desde el fondo del oscuro túnel oyeron unos quejidos y comenzaron a sentir un olor nauseabundo que los hizo retroceder. Cuando lograron salir sellaron el pasadizo haciendo un pacto de lo que habían descubierto para no revelar lo escondido, sin embargo uno de los albañiles narró la historia mucho tiempo después. 

### Publicación del diario La  Época
Varias décadas más tarde, el desaparecido diario La Época, un importante periódico hondureño público un pequeño reportaje sobre posibles túneles debajo de la ciudad sobre el descubrimiento de varios túneles que habían sido construido durante la colonia y que partían de la Catedral capitalina hacia otro sitios de la ciudad. Existen muchas conjeturas sobre estos famosos pasajes subterráneos. Una de ellas es que fueron construida para tener escapes en caso de presentarse alguna emergencia. Otra es que se hicieron para transportar  enormes cantidades de oro que habían sido trasladado de diferentes partes del país. Y hay otra versión señalando que fue un pacto entre los políticos de la época y el clérigo para mantenerse unidos con la iglesia y evitar ser asesinados en unos años que fueron violentos.

## Explicación
Desde el campo de la arqueología se ha dado ciertas explicaciones del porque de la posible existencia de dichos túneles ya que no era extraño que durante el periodo colonial español muchas iglesias tuvieran pisos subterráneos o Bóvedas como en la catedral de Antigua Guatemala los cuales hasta la fecha aun no se tiene claro su uso oficial aunque todo indica que hayan sido capillas. No resultaría raro que debajo de estas iglesias de Tegucigalpa se hayan mandado a construir habitaciones similares que luego serían selladas por razones desconocidas. 
El descubrimiento de estas bóvedas en otros templos de la ciudad daría una impresión que se trataba de túneles que conectaban a las Iglesias cuando son meros pisos subterráneos de la misma Iglesia. También se dice que la construcción de túneles para mover oro y otras riquezas y evitar ser robados es muy posible en visto que Tegucigalpa fue un centro Minero, además que túneles similares fueron encontrados en Buenos Aires Argentina los cuales poseen características muy similares a los que se dice que estaba bajo Tegucigalpa.